# Redostowo
Redostowo est une localité polonaise de la gmina rurale d'Osina, située dans le powiat de Goleniów en voïvodie de Poméranie-Occidentale. Elle se situe à environ 15 km au nord-est de la ville de Goleniów et 36 km au nord-est de la capitale régionale Szczecin. 

## Géographie

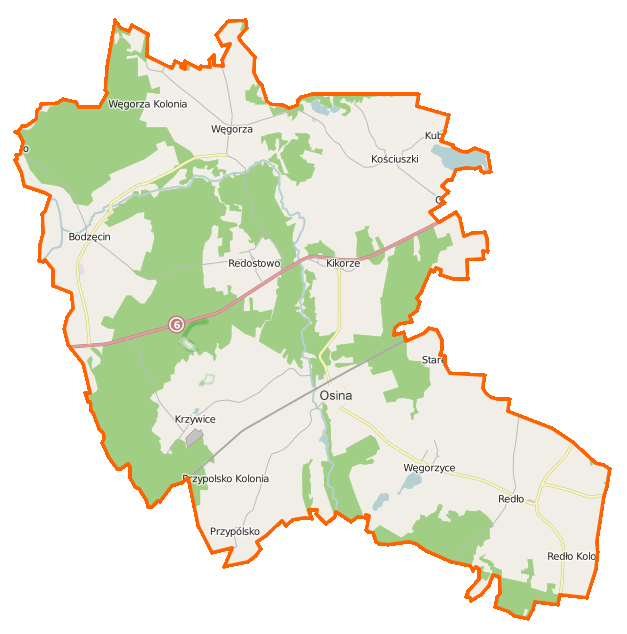
Carte de la gmina d'Osina.